# ジャニーヌ・ムールマンス
ジャニーヌ・ムールマンス（Jeanine Meulemans、1951年3月30日 - ）はベルギーの柔道選手。階級は56kg級。

## 人物
1977年のヨーロッパ選手権56kg級で3位に入った。1980年にニューヨークで初開催となった女子の世界選手権56kg級に出場すると、銅メダルを獲得した。オランダ国際では3度の優勝を果たした。

## 主な戦績
- 1977年 - ドイツ国際　2位
- 1977年 - オランダ国際　優勝
- 1977年 - ヨーロッパ選手権　3位
- 1978年 - オランダ国際　優勝
- 1980年 - 世界選手権　3位
- 1982年 - オランダ国際　優勝